# Osismier

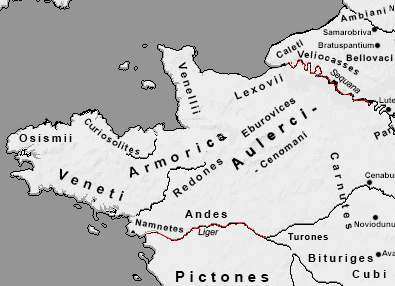
Keltische Stämme der Aremorica, ganz im Westen die Osismier

Osismier, auch Osismer (lat. Osismii), war nach römischer Überlieferung der Name eines keltischen Stammes, der seine Wohnsitze vermutlich in dem Latène-Oppidum Camp d’Artus mit seinem Murus Gallicus bei Huelgoat und bei Carhaix-Plouguer (beide im Département Finistère) hatte.
Der Stammesname leitet sich vom Gallischen ostim(i)os/ossim(i)os (äußerst) ab uns spielt auf die Lage des Stammesgebietes „am äußersten Ende der Welt“ an. Daraus hat sich über bretonisch Penn-ar-bed (etwa „Kopf der Welt“) und mittelfranzösisch Fine Posterne der Name des Départements Finistère gehalten.
Während der Gallienfeldzüge Caesars ging im Winter 57/56 v. Chr. von der (heutigen) Normandie und Bretagne ein Aufstand gegen die Römer aus. Diese antirömische Allianz bestand aus den Keltenvölkern der Osismier, Veneter, Curiosoliten, Redonen, Namneten, Ambiliaten, Andecaver, Veneller, Lexovier und Aulerker. Nachdem die Hauptmacht der Veneter in einer Seeschlacht gegen die römische Flotte unter Decimus Iunius Brutus Albinus unterlegen war und eine Landschlacht in der Normandie ebenfalls verloren ging, brach der Aufstand zusammen.
Eine im Osismier-Land stationierte nordafrikanische Auxiliartruppeneinheit der Römer erhielt den Beinamen Mauri Osismiaci.